# Darío (hijo de Jerjes I)

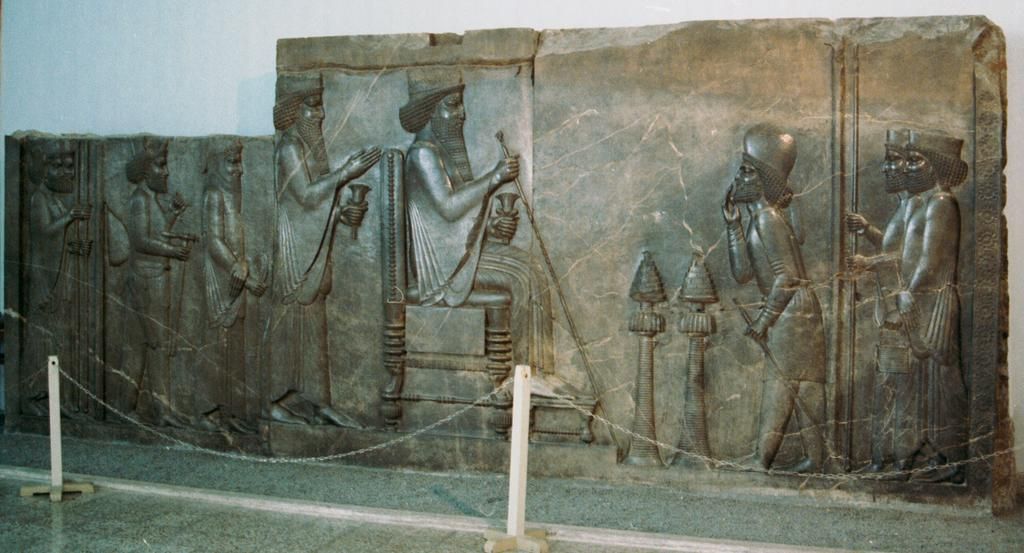
El rey en el trono, el príncipe heredero (mathishta), a sus espaldas, y cortesanos haciendo la prosternación (proskynesis), a la derecha. Relieve del Tesoro de Persépolis.

Darío (en persa antiguo: Dārayawuš, "aquel que apoya firmemente el Bien", en persa moderno: داریوش Dâriûsh, en griego antiguo: Δαρεῖος Dareîos) era el hijo mayor y heredero del rey persa Jerjes I (485-465 a. C.) y la reina Amestris. Murió asesinado antes de llegar al trono. Llevaba el mismo nombre que su abuelo, el rey Darío I.
Poco después de la derrota persa en la batalla de Mícala (479 a. C.), Darío se casó en Sardes con su prima Artainta, hija de Masistes, hermano menor de su padre Jerjes. El historiador griego Heródoto de Halicarnaso encuadra este hecho en una historia de intrigas de harén, según la cual Jerjes fue amante de su nuera.
Según la información proporcionada por Ctesias, Diodoro Sículo y Pompeyo Trogo (cuyas versiones difieren en detalles menores), Jerjes murió asesinado en manos de Artabano y el eunuco Aspamistres (465 a. C.), los cuales inculparon a Darío. Un hermano menor, el futuro rey Artajerjes I, cayendo en el engaño, mató a Darío, pero, advertido por el general Megabizo, ejecutó luego a los verdaderos culpables. Otro hermano, de nombre Histaspes, se alzó en Bactriana contra Artajerjes, pero fue así mismo derrotado.
Aristóteles, por el contrario, afirma que Artabano mató a Darío antes de la muerte de Jerjes, pero luego asesinó al rey por miedo a su castigo. 
En dos relieves idénticos hallados en el Tesoro de Persépolis, pero originalmente situados en la Apadana, se muestra a un rey sentado en su trono junto al príncipe heredero (mathishta) (ver imagen). No se sabe con certeza si el rey representado es Darío I o Jerjes I, aunque los relieve persas no intentan representar los rasgos físicos, sino una situación ideal e impersonal. En el caso de tratarse de Jerjes, el heredero sería su hijo Darío. Se ha sugerido que los relieves habrían sido retirados de la Apadana por orden de Artajerjes I, ya que estos podrían haber cuestionado su legitimidad.